# Abasia
L'abasìa è un disturbo funzionale dell'andatura che rientra nei disordini del movimento.
L'abasìa è un'affezione di origine nervosa consistente nell'impossibilità o nella grande difficoltà nel camminare, causata dalla riduzione della coordinazione dei movimenti. 
Frequentemente è associata a difficoltà o incapacità di mantenere la stazione eretta. Può essere permanente se dovuta a cause organiche cerebrali (quali ictus) o transitoria come manifestazione di un sintomo nevrotico. Non deve essere confusa con l'atassia o la paralisi.

## Etimologia
Abasia deriva dal greco a privativo e basis marcia, e quindi sottolinea la difficoltà di camminare.

## Tipologia
Si distinguono vari tipi di abasìa:
- Abasìa - astasia: (detta anche astasia-abasia) difetto nella coordinazione motoria con incapacità di mantenere la stazione eretta o di camminare; è una forma particolare di atassia. Quando la persona si trova in posizione seduta o sdraiata riacquista le normali funzioni motorie.[1]
- Abasìa atassica: nella deambulazione vi sono movimenti insicuri.
- Abasìa paralitica: dovuta a paralisi della muscolatura degli arti inferiori.
- Abasìa spastica.
- Abasìa tremolante parossistica: dovuta a tremore e a contrazione spasmodica della muscolatura delle gambe durante la stazione eretta. La conseguenza è l'incapacità di camminare. Una causa può essere l'isteria.